# 길곡초등학교 오호분교
길곡초등학교 오호분교는 대한민국 경상남도 창녕군 길곡면 내외동길 11-1 (오호리)에 있었던 공립 초등학교이다.

## 연혁
- 1962년 4월 26일 길곡국민학교 오호분교 개교
- 1966년 3월 1일 오호국민학교 승격
- 1982년 9월 1일 병설유치원 개원
- 1994년 3월 1일 길곡국민학교 오호분교로 격하
- 1999년 3월 1일 길곡초등학교로 통합